# Trivy
Trivy este o comună în departamentul Saône-et-Loire, Franța. În 2009 avea o populație de 278 de locuitori.

## Evoluția populației
| An        | 1975 | 1982 | 1990 | 1999 | 2006 | 2009 |
| --------- | ---- | ---- | ---- | ---- | ---- | ---- |
| Populație | 353  | 288  | 257  | 241  | 289  | 278  |